# Chalinochromis
Chalinochromis är ett släkte av fiskar. Chalinochromis ingår i familjen Cichlidae.
Kladogram enligt Catalogue of Life:
| Chalinochromis | \| \| Chalinochromis brichardi \| \| \| \| \| \| Chalinochromis popelini \| \| \| \| |
|                | \| \| Chalinochromis brichardi \| \| \| \| \| \| Chalinochromis popelini \| \| \| \| |
|                | Chalinochromis brichardi                                                             |
|                |                                                                                      |
|                | Chalinochromis popelini                                                              |
|                |                                                                                      |